# Liga dos Campeões da FIBA
A Liga dos Campeões da FIBA (inglês:Basketball Champions League) é uma competição profissional de basquetebol masculino lançada pela Federação Internacional de Basquetebol (FIBA) a ser disputada por clubes europeus. A liga é organizada pela Basketball Champions League S.A. A primeira edição da competição iniciou em 27 de setembro de 2016, com objetivo de concorrer diretamente com a Euroliga, organizada pela Euroleague Basketball, como a competição de elite no Velho Continente.
O campeão do torneio ganha uma vaga na Copa Intercontinental FIBA.

## Criação
Em outubro de 2015, a FIBA intentou retomar o controle das competições europeias de primeiro nível propondo uma nova competição com 16 equipes jogando em grupo único e as oito maiores equipes do continente com vagas garantidas. Quando as principais equipes europeias anunciaram que se manteriam no atual formato de competição organizados pela Euroleague Basketball, e desta forma forçando a FIBA anunciar o lançamento de uma nova competição com a classificação baseada em méritos desportivos.

## Formato

### Torneio
O torneio começa com a proposta de contar na temporada regular com 40 clubes, divididos em cinco grupos. O sorteio é o método para distribuir as equipes nos grupos, impedindo que equipes do mesmo país joguem na temporada regular. As equipes se enfrentam dentro do grupo "todos-contra-todos" com jogos de ida e volta. O vencedor do grupo juntamente com o segundo colocado, terceiro colocados, quarto colocado entre os grupos e o quinto melhor colocado em todos os grupos avançam para os play-offs. Os quintos, sextos e os dois melhores sétimos colocados credenciam-se para a disputa da FIBA Europe Cup.
As oitavas de final incluem duas fases. Para esta fase, a equipe vencedora de cada grupo e os três melhores segundos colocados classificarão diretamente para a segunda fase. Para a primeira fase ainda existe a proteção de país que impede que equipes de mesmo país se enfrentem, da segunda fase em diante até o final não existe mais as proteções e os clubes se enfrentam em sorteios aleatórios.
A temporada regular é disputada entre os meses de outubro e janeiro, com os playoffs começando em fevereiro. Os embates de playoffs são disputados em resultados agregados de jogos de ida e volta, com exceção do final four, este agendado para ser disputado no final de abril.

## Final Four
| Temporada        |                    | Final                    | Final           | Final                       |                 | Terceiro e quarto colocados | Terceiro e quarto colocados |
| Temporada        | Campeão            | Placar                   | Finalista       | Terceiro Colocado           | Quarto Colocado |                             |                             |
| 2016–17 Detalhes | Iberostar Tenerife | 63 - 59                  | Banvit Bandırma | AS Mônaco                   | Reyer Veneza    |                             |                             |
| 2017-18 Detalhes |                    | AEK BC                   | 100-94          | AS Monaco                   |                 | UCAM Murcia                 | MHP Riesen Ludwigsburg      |
| 2018-19 Detalhes |                    | Segafredo Virtus Bologna | 73-61           | Iberostar Tenerife          |                 | Telenet Giants              | Brose Bamberg               |
| 2019-20 Detalhes |                    | San Pablo Burgos         | 73-61           | AEK Atenas                  |                 | Dijon                       | Casademont Zaragoza         |
| 2020-21 Detalhes |                    | Hereda San Pablo Burgos  | 64 - 59         | Pınar Karşıyaka             |                 | Casademont Zaragoza         | Strasbourg                  |
| 2021-22 Detalhes |                    | Lenovo Tenerife          | 98 - 87         | BAXI Manresa                |                 | MHP Riesen Ludwigsburg      | Hapoel Holon                |
| 2022-23 Detalhes |                    | Telekom Baskets Bonn     | 77 - 70         | Hapoel Bank Yahav Jerusalem |                 | Lenovo Tenerife             | Unicaja Malaga              |
| 2023-24 Detalhes |                    | Unicaja Malaga           | 80 - 75         | Lenovo Tenerife             |                 | UCAM Murcia                 | Peristeri Bwin              |
| 2024-25 Detalhes |                    | Unicaja Malaga           | 83 - 67         | Galatasaray                 |                 | AEK Betsson                 | La Laguna Tenerife          |
| 2025-26 Detalhes |                    |                          | -               |                             |                 |                             |                             |

## Ligações Externas
- Basketball Champions League (Sítio Oficial)
- FIBA Europe (Sítio Oficial)
- Eurobasket.com Página da Competição
- Este artigo foi inicialmente traduzido, total ou parcialmente, do artigo da Wikipédia em inglês cujo título é «Basketball Champions League».